# 6. Jahrhundert
Portal Geschichte | Portal Biografien | Aktuelle Ereignisse | Jahreskalender | Tagesartikel

◄ |
4. Jh. |
5. Jh. |
6. Jahrhundert
| 7. Jh.
| 8. Jh.
| ►

500er |
510er |
520er |
530er |
540er |
550er |
560er |
570er |
580er |
590er

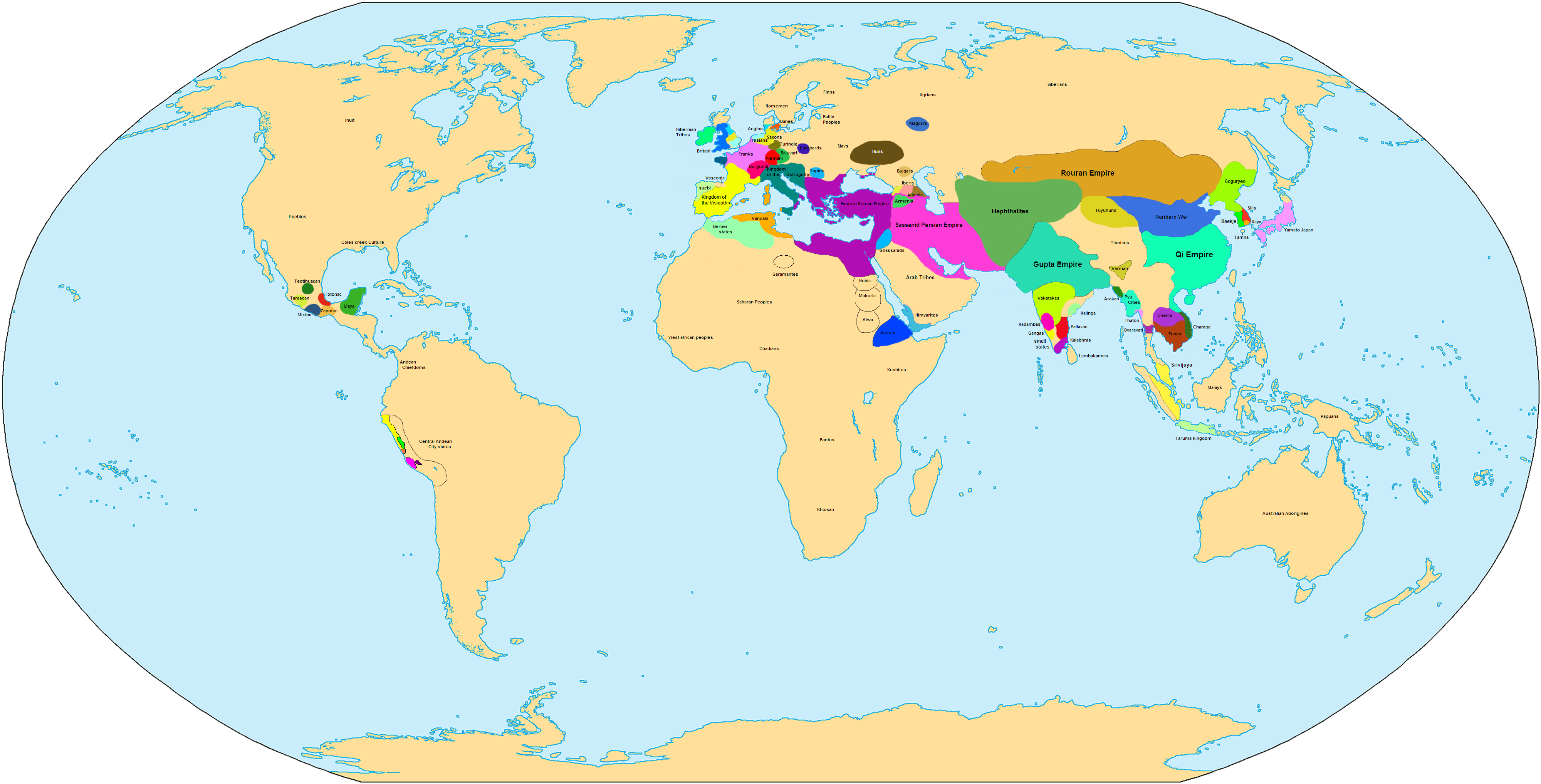
Globale territoriale Situation im 6. Jahrhundert

Das 6. Jahrhundert begann am 1. Januar 501 und endete am 31. Dezember 600.

## Zeitalter/Epoche

### Europäischer Kulturraum
Das sechste Jahrhundert gilt als das letzte Jahrhundert der Spätantike und zugleich als das erste des Frühmittelalters. In die Mitte des 6. Jahrhunderts fällt das Ende der Völkerwanderungszeit.
Das weströmische Reich ist bereits vor Jahrzehnten zerfallen: Seit 476/80 gibt es für den Westen des Imperium Romanum keinen eigenen Kaiser mehr, und in Mittel- und Südwesteuropa beginnen sich auf den Trümmern des kollabierten Imperiums poströmische Reiche unter zumeist germanischen Herrschern zu bilden: Das Ostgotenreich Theoderichs in Italien, Westgoten und Sueben auf der Iberischen Halbinsel, das Reich der Franken unter den Merowingern, Burgunden, Thüringern, Gepiden in Ungarn und Siebenbürgen, Vandalen in Nordafrika, auf Sardinien und Korsika. 
Die formale und teils auch faktische Oberhoheit der oströmischen Kaiser ist aber im 6. Jahrhundert auch im Westen noch weitgehend unangefochten. Kaiser Justinian lässt seine Generäle seit 533 Nordafrika, Italien mit Sardinien und den Süden Spaniens erobern; er herrscht 565 nach der restauratio imperii nochmals über ein Reich, das sich von Gibraltar über Italien und den Balkan bis nach Ägypten, Syrien und Georgien erstreckt – ein letzter Höhepunkt der spätrömischen Geschichte und zugleich ein mögliches Datum für das „Ende der Antike“. Die Kaiser nach Justinian sprechen kein Latein mehr, und Ostrom wandelt sich zusehends in das griechische Byzanz des Mittelalters.
Seit 541 wütet die Justinianische Pest im Mittelmeerraum und fordert in mehreren Wellen über Jahrzehnte hinweg zahlreiche Opfer, bevor die Krankheit im 8. Jahrhundert aus Europa verschwindet, um erst 1347 erneut auszubrechen.
Ab 568 fallen die Langobarden in Italien ein; dies gilt traditionell als der Endpunkt der spätantiken Völkerwanderung. Die Bajuwaren werden um 550 erstmals erwähnt und besiedeln das nördliche Alpenvorland. In die durch die Völkerwanderung entvölkerten ehemaligen ostgermanischen Gebiete wandern slawische Völker (z. B. Wenden) ein. Etwa um diese Zeit sind die Slawen auch auf dem Balkan präsent, die ab den 580er Jahren zu einer dauerhaften Ansiedlung südlich der Donau übergingen, wenngleich die Landnahme der Slawen auf dem Balkan durch die Balkanfeldzüge des Maurikios (ab 592) verzögert wird. Zusammen mit den Langobarden dringen auch die ursprünglich zentralasiatischen Awaren in den Raum Ungarn/Östliches Österreich ein. Das Reich der fränkischen Merowinger erreicht um 560 seine vorerst größte Ausdehnung und gerät nach 562 aufgrund innerer Wirren in eine Schwächephase. Die arianischen Westgotenkönige treten 589 zum katholischen Christentum über.
In England bedrängen die Angelsachsen zunehmend die einheimischen romano-keltisch-christlichen Regenten. Der Abwehrkampf lässt wohl die Sage von König Artus entstehen. Die keltische Kirche Englands geht gegen Ende des Jahrhunderts in der römisch-katholischen Kirche auf. In Skandinavien erstarken Kleinkönigtümer, die den Ostseehandel betreiben. In Schweden beginnt die Vendelzeit.

### Naher und mittlerer Osten
Von Syrien bis Pakistan und an die Grenzen der Gobi erstreckt sich das neupersische Reich der Sassaniden, unter Chosrau I. auf dem Höhepunkt seiner Macht. Mit einem persischen Angriff beginnt 540 nach dem Bruch des Ewigen Friedens von 532 ein neuer Krieg zwischen Ostrom und den Sassaniden – die römisch-persischen Kriege – der (mit zwei kurzen Unterbrechungen) bis 630 dauert und die Islamische Expansion ermöglicht. 
Um 560 vernichten die Perser das Reich der hunnischen Hephthaliten durch ein Bündnis mit den Türken, die sich aber wenig später gegen ihre vormaligen Verbündeten wenden und 572 im Bündnis mit den Oströmern die Sassaniden angreifen. Diese können sich aber im Zweifrontenkrieg behaupten.
Um 570 erfolgt die Geburt des Propheten Mohammed, der dann, muslimischer Überlieferung zufolge, um 610 den Erzengel Gabriel empfangen und damit zum Begründer einer neuen Weltreligion werden sollte.

### Ferner Osten
Das Kaiserreich China ist seit 420 in die Südliche und Nördliche Dynastien gespalten, erst die Sui-Dynastie eint 581 das Reich für knapp 40 Jahre wieder, mit wirtschaftlichem Aufschwung und kultureller Neuorganisation. Über die Seidenstraße beginnt sich der Buddhismus in China zu verbreiten, dehnt sich auch nach Korea und auch Japan aus. Hier endet die antike Kofun-Zeit und beginnt die Asuka-Zeit 582 mit der Übernahme des Buddhismus als Staatsreligion, oder 590 mit einer buddhistischen Kaiserdynastie. Damit einher geht die Verbreitung der chinesischen Schrift in Japan.

## Ereignisse

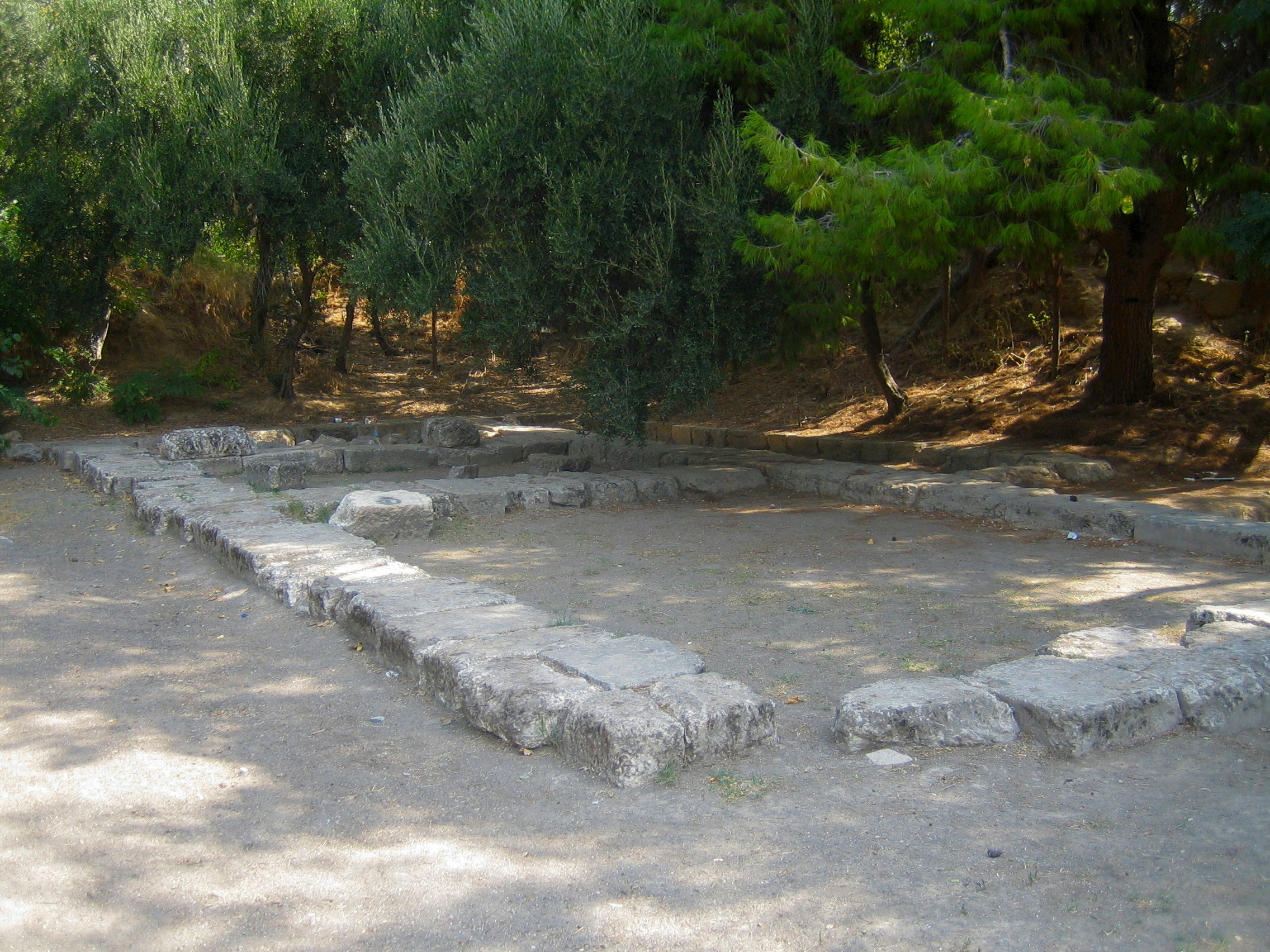
Archäologische Ausgrabung der Platonischen Akademie im Athener Stadtteil Akadimia Platonos

- vor 512: In Konstantinopel wird die Prachthandschrift Wiener Dioskurides angefertigt.
- 529/531: Die Platonische Akademie wird geschlossen.
- 532 bis 537: Die Hagia Sophia wird als damals größter Kuppelbau in Konstantinopel errichtet.
- 541: Die Justinianische Pest bricht aus, die jahrelang im gesamten Mittelmeerraum wütet und zahllose Opfer fordert.
- 553: Das Fünfte Ökumenische Konzil tagt in Konstantinopel.
- 567: Die Langobarden vernichten zusammen mit den Awaren das Gepidenreich.
- 568: Einfall der Langobarden in Italien (markiert das Ende der Zeit der Völkerwanderung).
- 584: Beginn des Baus des Kaiserkanals von der neuen chinesischen Hauptstadt Chang’an an den Wei He und den Huang He.

## Persönlichkeiten

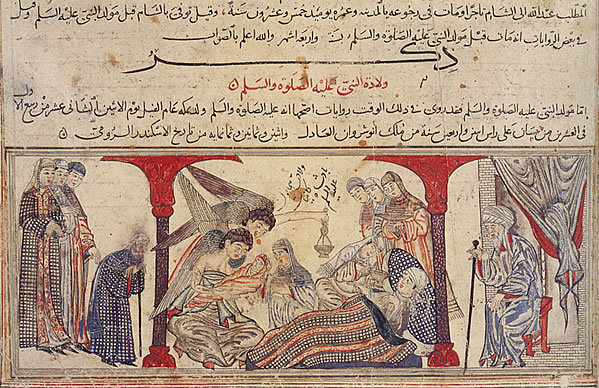
Die Geburt des Propheten Mohammed, aus dem Jami’ al-Tavarikh (etwa: Universalgeschichte), geschrieben von Raschīd ad-Dīn

- Theoderich der Große (ca. 455–526), König der Ostgoten
- Chlodwig I. (ca. 466–511), merowingischer König der Franken
- Benedikt von Nursia (ca. 480–547), Begründer des westlichen Mönchstums
- Prokopios von Caesarea (ca. 500–560), letzter bedeutender antiker Historiker
- Flavius Belisarius (ca. 505–565), römischer Feldherr
- Justinian I., (482/527–565) oströmischer Kaiser
- Maurikios, (539/582–602) oströmischer Kaiser
- Chosrau I. (reg. 531–579), sassanidischer Großkönig
- Papst Gregor der Große (um 540–604), der letzte der antiken Kirchenväter
- Mohammed (um 570–632), Religionsstifter des Islam
- Garab Dorje (Daten unbekannt), buddhistischer Meister und Gründer der Dzogchen-Tradition